# Eisenach
Eisenach este un oraș în Turingia, Germania cu o populație de 44.200 de locuitori (2001). În acest oraș s-a născut faimosul compozitor Johann Sebastian Bach.

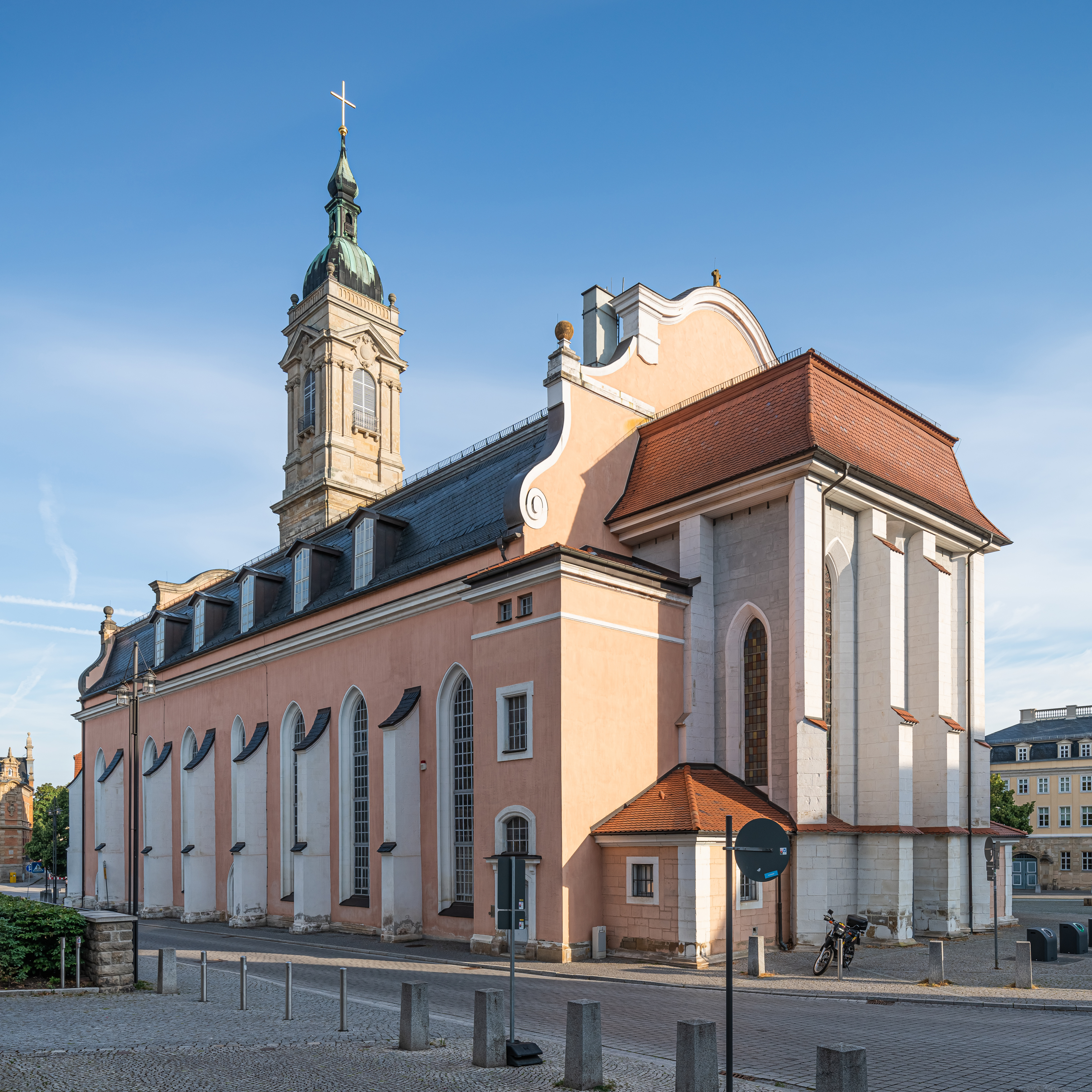
Georgenkirche